# François de Lamontaigne
François de Lamontaigne, né à Bordeaux le 28 novembre 1724, mort à Preignac le 19 avril 1812, est conseiller au Parlement de Bordeaux, bibliophile, chroniqueur de son temps, secrétaire perpétuel de l'Académie royale des sciences, belles-lettres et arts de Bordeaux de 1752 jusqu'à la Révolution.

## Biographie
Issu d'une dynastie de magistrats, François de Lamontaigne  est le neveu, par sa mère, de Montesquieu.    

### Conseiller au Parlement de Bordeaux
Après des études de droit à Bordeaux, il succède à son père, Mathieu de Lamontaigne, dans la charge de conseiller au Parlement de Bordeaux, le 5 mai 1746.   
Il exerce à la 1re chambre des requêtes, puis, à partir de 1766, à la Tournelle et en 1767, à la Grand'chambre, trois formations du Parlement qui reçoivent les appels des juridictions royales et seigneuriales.   
Comme parlementaire, il est convaincu de l'obligation, pour les rois, de se soumettre aux lois fondamentales, et exerce, à la première chambre des enquêtes,  le droit de remontrance. Pendant plusieurs années, il s'occupe des modalités de l'expulsion des Jésuites à la suite de la suppression de l'ordre en 1764.
Il fait néanmoins partie du nouveau Parlement Maupeou, vilipendé par la plus grande partie des anciens parlementaires, pour rester fidèle à Richelieu dont il est l'ami.
Après avoir repris ses anciennes fonctions, il quitte sa charge le 6 juillet 1785.

### Secrétaire de l'Académie royale des sciences, belles-lettres et arts de Bordeaux
Il est secrétaire perpétuel de l'Académie royale des sciences, belles-lettres et arts de Bordeaux du 22 avril 1752 jusqu'à sa suppression en 1793.   
Il y développe une importante activité administrative, sans activité éditoriale.   
Ses travaux sur l'étymologie du mot mascaret, sur les inondations de la Garonne en 1770, sur le recensement des cépages, sur l'histoire de la Grosse cloche, n'ont pas été publiés.   
La bibliothèque publique de Bordeaux reçoit, en 1786, une importante donation en livres de François de Lamontaigne.   
Il fait le catalogue des ouvrages de la bibliothèque et sauve les archives lors de la fermeture de l'Académie en 1793.    
Il traverse la Révolution sans dommage. S'assurant un sauf-conduit en des temps troublés, par un « acte de civisme » en date du 8 août 1794 (21 thermidor an II), il adopte un orphelin de la Patrie, nommé Izaac Meller, s'engageant à lui donner une éducation républicaine par le versement d'une rente annuelle et d'un capital à ses 21 ans.    
Il est l'auteur d'un Dictionnaire biographique des écrivains bordelais, conservé à l'état de manuscrit.   
En 1797, il fait partie de la Société des sciences, belles-lettres et arts, dans la section « Antiquités et monuments », étape vers la renaissance de l'Académie de Bordeaux.

### Chronique bordelaise

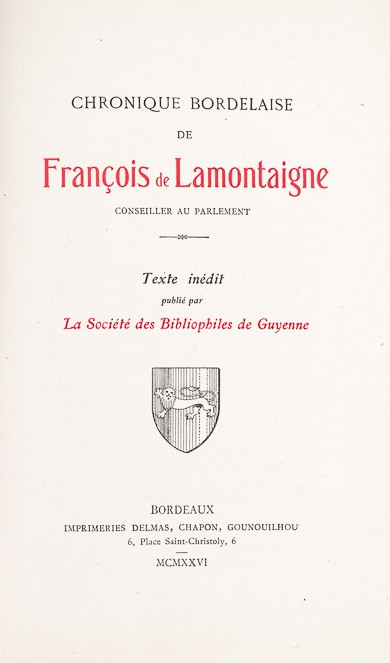
Édition par les Bibliophiles de Guyenne en 1926.

Sa « Chronique bordelaise » est un livre de raison autant qu'un journal. Il y rassemble des observations minutieuses et variées, des chroniques nécrologiques, des faits divers, utiles à la connaissance de l'histoire de Bordeaux, de juin 1757 à novembre 1784.
Il réunit les archives relatives au Parlement de Bordeaux. « De sa petite écriture fine, François de Lamontaigne a annoté de nombreux manuscrits de l'Académie de Bordeaux et constitué le fonds Lamontaigne (ms 1696) acquis par la bibliothèque en 1884 », rappelle Louis Desgraves.
Selon Camille Jullian, il est « le dernier représentant de cette race de parlementaires, à laquelle appartenait Montesquieu, et qui avait repris, au XVIIIe siècle, la tradition de leurs ancêtres de la Renaissance ».
François de Lamontaigne habite, jusqu'à sa mort, le château du domaine de Bastore à Preignac, après avoir vendu la propriété qui l'entoure, ancien domaine royal, pour n'en conserver que l'habitation où il constitue une bibliothèque de plus de 10 000 volumes.

## Postérité
Le château Bastor-Lamontagne est une ancienne propriété royale (domaine de Bastore), répertoriée en 1453, cédée en 1711 à Vincent de La Montaigne, conseiller au Parlement de Bordeaux et grand-père de François de Lamontaigne. L'actuelle propriété viticole se réfère à son histoire.

## Œuvres
- Chronique bordelaise de François de Lamontaigne, conseiller au Parlement, Bordeaux, Société des bibliophiles de Guyenne, Imprimerie Delmas, Chapon, Gounouilhou, 1926, 236 p. (lire en ligne)
- Description de la cloche de l'Hôtel de ville de Bordeaux, dans Mémoires de l'académie des sciences de Bordeaux,1775, 4p. Bibliothèque municipale de Bordeaux, manuscrit Ms 0828/102 (021) (003) (lire en ligne)